# 도리도리
도리도리(1991년 11월 21일 ~ )는 대한민국의 만화가이다.

## 상세

### 도리도리의 닉네임과 캐릭터
맨 처음으로 만화를 그렸을 때 주인공의 이름이 '돌돌이'였는데, 이 캐릭터의 이름이 '도리도리'로 바뀌게 되었고, 그대로 닉네임으로 쓰고 있다고 한다. 중학생 때부터 사용중이라고 한다.

'도리도리'라는 캐릭터의 외형은 더 킹 오브 파이터즈에 등장하는 바오라는 캐릭터에서 빵모자를, 디지몬의 파닥몬을 좋아해서 그 파트너 리키의 초록색과 연두색을,

애니메이션 구슬동자의 큰 구슬을 넣었고, 모습이 변하지 않고 말랑한 모습이 좋아서 인형으로 만들었다고 한다. 캐릭터의 설정 및 성격은 귀여운 인상을 가지고 있고, 항상 밝은 표정을 가지고 있다. 

상상 속의 캐릭터들이 사는 '상상나라'에서 이곳 저곳을 떠돌며 여행을 즐기는 연금술사라는 컨셉이다. 2008년과 비교했을 때, 큰 구슬이 아래로 내려갔고 머리카락 길이가 짧아졌다.

### 세계관
'도리도리랜드'와 '상상나라'라는 세계관을 가지고 있다. 상상나라는 게임 캐릭터들이 만들어지고 생활하는 곳이고, 현실 세계로 묘사되는 곳이 도리도리랜드이다. 도리도리의 대부분의 작품에 이 세계관이 적용된다.

## 활동 이력
배틀코믹스에서 도리도리의 개인취향, 스파클링 등 8개 웹툰 연재

네이버 포스트에서 도리도리 보드인생, 걸어서 협곡 속으로, 도리도리의 랜덤박스 연재

네이버 베스트 도전에서 CMYK, 우리 집에 최애캐!, 윤이나는남자 연재

SKT T1 서머 에디션 작업

온라인 게임 테일즈런너 ‘사연 그려주는 삐에로’, '테일즈런너 패션왕', '테일즈런너 카오스 제로 웹툰'(콘티)